# Дієго Карлос
Дієго Карлос (порт. Diego Carlos, нар. 15 березня 1993, Барра-Боніта) — бразильський футболіст, захисник клубу «Астон Вілла».

## Ігрова кар'єра
Розпочав грати у футбол на батьківщині у клубі «Деспортіво Бразіл», з якого здавався в оренду в інші місцеві клуби. 
2014 року перейшов у португальський клуб «Ешторіл Прая», який відразу віддав його в оренду в «Порту Б», у складі якого провів наступний рік своєї кар'єри гравця. Після цього повернувся в «Ешторіл», за який грав у Прімейрі сезону 2015/16 будучи основним гравцем і отримав репутацію грубого захисника, заробивши дев'ять жовтих карток і три червоні картки за цей період.
6 червня 2016 року перейшов у французький «Нант» за 2 млн. євро. Швидко бразилець став основним гравцем «канарок» і був визнаний багатьма експертами одним з найкращих захисників Ліги 1. 14 січня 2018 року в матчі Ліги 1 проти «Парі Сен-Жермена» на 90+1 хвилині Дієго Карлос зачепив ногу арбітра Тоні Шапрона, внаслідок чого арбітр упав на газон. Після цього Шапрон ударив гравця ногою та, підвівшись, вилучив його з поля, показавши другу жовту картку. Дії арбітра розкритикували гравці, тренери та вболівальники Станом на 1 травня 2018 року відіграв за команду з Нанта 61 матч в національному чемпіонаті.

## Досягнення
«Севілья»
- Володар Ліги Європи: 2019-20[7]

Олімпійська збірна Бразилії
 Олімпійський чемпіон (1): 2020